# Zeilen op de Olympische Zomerspelen 2016
Zeilen is een van de sporten die beoefend zal worden tijdens de Olympische Zomerspelen 2016 in Rio de Janeiro. De wedstrijden vinden van 8 tot en met 18 augustus 2016 plaats op het water van de Marina da Glória.

## Kwalificatie
Er zullen 390 zeilers aan de wedstrijden deelnemen, 170 vrouwen en 220 mannen. Elk land mag maximaal één boot per klasse afvaardigen, wat een totaal van vijftien deelnemers inhoudt. Gastland Brazilië mag in elke klasse een boot afvaardigen en in totaal dus vijftien deelnemers. De belangrijkste kwalificatiewedstrijd is de wereldkampioenschappen zeilen 2014 in het Australische Fremantle (nabij Perth) waar ongeveer 50% van de quotaplaatsen per klasse worden vergeven. De overige quotaplaatsen worden vergeven op wereldkampioenschappen per klasse in 2015 en op continentale regatta's.

### Mannen
| Boot   | WK2014 | WK2015 | AFR | AZI | OCE | EUR | N-A | Z-A | Gastland | TRI | Totaal | Totaal  |
| Boot   | WK2014 | WK2015 | AFR | AZI | OCE | EUR | N-A | Z-A | Gastland | TRI | Boten  | Atleten |
| ------ | ------ | ------ | --- | --- | --- | --- | --- | --- | -------- | --- | ------ | ------- |
| RS:X   | 18     | 6      | 2   | 2   | 1   | 2   | 2   | 2   | 1        | 0   | 36     | 36      |
| Laser  | 23     | 9      | 2   | 2   | 1   | 2   | 2   | 2   | 1        | 2   | 46     | 46      |
| Finn   | 12     | 4      | 1   | 1   | 1   | 1   | 1   | 1   | 1        | 0   | 23     | 23      |
| 470    | 13     | 6      | 1   | 1   | 1   | 1   | 1   | 1   | 1        | 0   | 26     | 52      |
| 49er   | 10     | 3      | 1   | 1   | 1   | 1   | 1   | 1   | 1        | 0   | 21     | 42      |
| Totaal | 76     | 28     | 7   | 7   | 5   | 7   | 7   | 7   | 5        | 2   | 152    | 199     |

### Vrouwen
| Boot         | WK2014 | WK2015 | AFR | AZI | OCE | EUR | N-A | Z-A | Gastland | TRI | Totaal | Totaal  |
| Boot         | WK2014 | WK2015 | AFR | AZI | OCE | EUR | N-A | Z-A | Gastland | TRI | Boten  | Atleten |
| ------------ | ------ | ------ | --- | --- | --- | --- | --- | --- | -------- | --- | ------ | ------- |
| RS:X         | 13     | 6      | 1   | 1   | 1   | 1   | 1   | 1   | 1        | 0   | 26     | 26      |
| Laser Radial | 19     | 4      | 2   | 2   | 1   | 2   | 2   | 2   | 1        | 2   | 37     | 37      |
| 470          | 10     | 3      | 1   | 1   | 1   | 1   | 1   | 1   | 1        | 0   | 21     | 42      |
| 49erFX       | 10     | 3      | 1   | 1   | 1   | 1   | 1   | 1   | 1        | 0   | 21     | 42      |
| Totaal       | 52     | 16     | 5   | 5   | 4   | 5   | 5   | 5   | 4        | 2   | 105    | 147     |

### Gemengd
| Boot     | WK2014 | WK2015 | AFR | AZI | OCE | EUR | N-A | Z-A | Gastland | TRI | Totaal | Totaal  |
| Boot     | WK2014 | WK2015 | AFR | AZI | OCE | EUR | N-A | Z-A | Gastland | TRI | Boten  | Atleten |
| -------- | ------ | ------ | --- | --- | --- | --- | --- | --- | -------- | --- | ------ | ------- |
| Nacra 17 | 10     | 3      | 1   | 1   | 1   | 1   | 1   | 1   | 1        | 0   | 21     | 42      |

## Medailles

### Mannen
| Onderdeel | Goud | Goud                      | Zilver | Zilver                        | Brons | Brons                             |
| --------- | ---- | ------------------------- | ------ | ----------------------------- | ----- | --------------------------------- |
| RS:X      | NED  | Dorian van Rijsselberghe  | GBR    | Nick Dempsey                  | FRA   | Pierre Le Coq                     |
| Laser     | AUS  | Tom Burton                | CRO    | Tonči Stipanović              | NZL   | Sam Meech                         |
| Finn      | GBR  | Giles Scott               | SLO    | Vasilij Žbogar                | USA   | Caleb Paine                       |
| 470       | CRO  | Šime Fantela Igor Marenić | AUS    | Mathew Belcher William Ryan   | GRE   | Pavlos Kagialis Panagiotis Mantis |
| 49er      | NZL  | Peter Burling Blair Tuke  | AUS    | Iain Jensen Nathan Outteridge | GER   | Erik Heil Thomas Plößel           |

### Vrouwen
| Onderdeel    | Goud | Goud                       | Zilver | Zilver                   | Brons | Brons                                 |
| ------------ | ---- | -------------------------- | ------ | ------------------------ | ----- | ------------------------------------- |
| RS:X         | FRA  | Charline Picon             | CHN    | Chen Peina               | RUS   | Stefanija Jelfoetina                  |
| Laser Radial | NED  | Marit Bouwmeester          | IRL    | Annalise Murphy          | DEN   | Anne-Marie Rindom                     |
| 470          | GBR  | Saskia Clark Hannah Mills  | NZL    | Jo Aleh Polly Powrie     | FRA   | Hélène Defrance Camille Lecointre     |
| 49erFX       | BRA  | Martine Grael Kahena Kunze | NZL    | Alex Maloney Molly Meech | DEN   | Jena Mai Hansen Katja Salskov-Iversen |

### Gemengd
| Onderdeel | Goud | Goud                                   | Zilver | Zilver                         | Brons | Brons                    |
| --------- | ---- | -------------------------------------- | ------ | ------------------------------ | ----- | ------------------------ |
| Nacra 17  | ARG  | Santiago Lange Cecilia Carranza Saroli | AUS    | Jason Waterhouse Lisa Darmanin | AUT   | Thomas Zajac Tanja Frank |

### Medaillespiegel
| Plaats | Land             | NOC    | Goud | Zilver | Brons | Totaal |
| ------ | ---------------- | ------ | ---- | ------ | ----- | ------ |
| 1      | Groot-Brittannië | GBR    | 2    | 1      | 0     | 3      |
| 2      | Nederland        | NED    | 2    | 0      | 0     | 2      |
| 3      | Australië        | AUS    | 1    | 3      | 0     | 4      |
| 4      | Nieuw-Zeeland    | NZL    | 1    | 2      | 1     | 4      |
| 5      | Kroatië          | CRO    | 1    | 1      | 0     | 2      |
| 6      | Frankrijk        | FRA    | 1    | 0      | 2     | 3      |
| 7      | Argentinië       | ARG    | 1    | 0      | 0     | 1      |
| 7      | Brazilië         | BRA    | 1    | 0      | 0     | 1      |
| 9      | China            | CHN    | 0    | 1      | 0     | 1      |
| 9      | Ierland          | IRL    | 0    | 1      | 0     | 1      |
| 9      | Slovenië         | SLO    | 0    | 1      | 0     | 1      |
| 12     | Denemarken       | DEN    | 0    | 0      | 2     | 2      |
| 13     | Oostenrijk       | AUT    | 0    | 0      | 1     | 1      |
| 13     | Duitsland        | GER    | 0    | 0      | 1     | 1      |
| 13     | Griekenland      | GRE    | 0    | 0      | 1     | 1      |
| 13     | Rusland          | RUS    | 0    | 0      | 1     | 1      |
| 13     | Verenigde Staten | USA    | 0    | 0      | 1     | 1      |
| Totaal | Totaal           | Totaal | 10   | 10     | 10    | 30     |